# Fushimi-ku
Fushimi (伏見区 Fushimi-ku?) es uno de los once distritos de Kioto, en la Prefectura de Kioto, Japón. 

## Sitios de interés
Algunos de los sitios de interés de Fushimi-ku son el jinja Fushimi Inari-taisha, con cientos de torii rodeando el lugar y bajando una montaña; el Castillo Fushimi-Momoyama, construido por Toyotomi Hideyoshi, con sus torres reconstruidas y una sala de té de oro; y Teradaya, un puerto donde Sakamoto Ryōma fue atacado y herido. Otro lugar destacado es el santuario Gokōgu, que alberga una piedra usada en la construcción del Castillo Fushimi. El agua del templo es particularmente famosa y se la considera una de las cien mejores fuentes de agua límpida en Japón. 

## Toponimia y economía
Aunque en la actualidad se escribe con caracteres diferentes, el nombre Fushimi (que solía ser su propio "pueblo" hasta la anexión en 1931) proviene de fusu y mizu, que significa "agua oculta" o "agua subterránea". En otras palabras, el sitio era conocido por la óptima calidad de su agua. El agua de Fushimi tiene características especiales, lo que la convierte en un componente esencial de un tipo particular de sake que se prepara en el pueblo y lo que explica por qué el área se convirtió en un centro importante en el desarrollo de sake en Kioto. Hoy, Fushimi es la segunda zona más grande de Japón en lo que refiere a la producción de sake, y el sitio donde se fundó la compañía Gekkeikan.